# Charles Tingwell
Charles William Tingwell, detto Bud (Coogee, 3 gennaio 1923 – Melbourne, 15 maggio 2009), è stato un attore e regista australiano.

## Biografia
Nel 1941, all'età di 18 anni, si arruolò volontario nella Royal Australian Air Force. Finita la guerra, recitò nel suo primo film Smithy (1946).
Trasferitosi nel 1953 nel Regno Unito, negli anni sessanta interpretò per quattro volte il ruolo dell'ispettore Craddock nei film di Miss Marple tratti dai racconti di Agatha Christie. Nel 1973 ritornò a vivere in Australia. Tra il 2000 e il 2003 apparve in alcune puntate della soap opera Neighbours nei panni di un personaggio secondario.
Nel 1951 sposò Audrey Wilson, deceduta nel 1996, dalla quale ebbe due figli: Christopher e Virginia (anch'essa attrice).
Morì il 15 maggio 2009, all'età di 86 anni, per un cancro alla prostata. Gli furono tributati dei funerali di Stato, tenutisi il 20 maggio nella Cattedrale di San Paolo di Melbourne.

## Filmografia parziale

### Attore

#### Cinema
- Smithy, regia di Ken G. Hall (1946)
- Always Another Dawn, regia di T. O. McCreadie (1948)
- Bitter Springs, regia di Ralph Smart (1950)
- Into the Straight, regia di T. O. McCreadie (1950)
- Kangarù (Kangaroo), regia di Lewis Milestone (1952)
- I topi del deserto (The Desert Rats), regia di Robert Wise (1953)
- Sul sentiero del sole (The Shiralee), regia di Leslie Norman (1957)
- Dunkerque (Dunkirk), regia di Leslie Norman (1958)
- La tragedia del Phoenix (Cone of Silence), regia di Charles Frend (1960)
- Tarzan il magnifico (Tarzan the Magnificent), regia di Robert Day (1960)
- Assassinio sul treno (Murder She Said), regia di George Pollock (1961)
- Assassinio al galoppatoio (Murder at the Gallop), regia di George Pollock (1963)
- Assassinio sul palcoscenico (Murder Most Foul), regia di George Pollock (1964)
- Assassinio a bordo (Murder Ahoy), regia di George Pollock (1964)
- I prigionieri dell'isola insanguinata (The Secret of Blood Island), regia di Quentin Lawrence (1964)
- Dracula, principe delle tenebre (Dracula: Prince of Darkness), regia di Terence Fisher (1966)
- Arrest! (Nobody Runs Forever), regia di Ralph Thomas (1968)
- La moglie del professore (Petersen), regia di Tim Burstall (1974)
- Summerfield, regia di Ken Hannam (1977)
- Squadra speciale 44 Magnum (Money Movers), regia di Bruce Beresford (1978)
- Esecuzione di un eroe (Breaker Morant), regia di Bruce Beresford (1980)
- Un grido nella notte (Evil Angels), regia di Fred Schepisi (1988)
- Casa dolce casa (The Castle), regia di Rob Sitch (1997)
- Innocence, regia di Paul Cox (2000)
- The Dish, regia di Rob Sitch (2000)
- Ned Kelly, regia di Gregor Jordan (2003)
- Le verità negate (Irresistible), regia di Ann Turner (2006)
- Jindabyne, regia di Ray Lawrence (2006)

#### Televisione
- Knock on Any Door – serie TV, episodio 2x10 (1966)

## Doppiatori italiani
- Renato Turi in Assassinio al galoppatoio, Assassinio sul palcoscenico, Assassinio a bordo
- Sergio Graziani in Assassinio sul treno
- Sergio Tedesco in Dracula, principe delle tenebre
- Glauco Onorato in Un grido nella notte
- Luciano De Ambrosis in Casa dolce casa
- Antonio Paiola in Ned Kelly
- Dante Biagioni in Le verità negate